# Tafalisca
Tafalisca is een geslacht van rechtvleugeligen uit de familie krekels (Gryllidae). De wetenschappelijke naam van dit geslacht is voor het eerst geldig gepubliceerd in 1869 door Francis Walker.

## Soorten
Het geslacht Tafalisca omvat de volgende soorten:
- Tafalisca bahama Otte & Perez-Gelabert, 2009
- Tafalisca bahiensis Saussure, 1878
- Tafalisca bogotensis Saussure, 1878
- Tafalisca brasiliana Saussure, 1878
- Tafalisca claudicans Brunner von Wattenwyl, 1893
- Tafalisca crypsiphonus Saussure, 1878
- Tafalisca ecuador Gorochov, 2011
- Tafalisca eleuthera Otte & Perez-Gelabert, 2009
- Tafalisca evimon Otte & Perez-Gelabert, 2009
- Tafalisca furfurosa Otte, 2006
- Tafalisca gnophos Otte & Perez-Gelabert, 2009
- Tafalisca heros Brunner von Wattenwyl, 1893
- Tafalisca lineatipes Bruner, 1916
- Tafalisca lurida Walker, 1869
- Tafalisca maroniensis Chopard, 1930
- Tafalisca mexico Gorochov, 2011
- Tafalisca muta Saussure, 1878
- Tafalisca pallidocincta Kirby, 1890
- Tafalisca periplanes Otte & Perez-Gelabert, 2009
- Tafalisca porteri Chopard, 1930
- Tafalisca proxima Gorochov, 2011
- Tafalisca rico Otte & Perez-Gelabert, 2009
- Tafalisca unicolor Walker, 1869
- Tafalisca virescens Saussure, 1878